# Vaca (peix)
La vaca, la vaca serrana, el serrà o la serrana (Serranus scriba) és una espècie de peix de la família dels serrànids i de l'ordre dels perciformes. És una presa habitual a la pesca de roquer amb volantí i amb canya des de la riba. S'atraca als bussejadors frontalment i recula cap al seu amagatall si se sent amenaçat.

## Morfologia
Els mascles poden assolir els 36 cm de longitud total. Cos allargat i alt, amb un perfil molt punxegut.
Té entre 5 i 7 bandes verticals, grises o violàcies, que poden dividir-se. El cap és gros amb una boca bastant ampla amb mandíbules extensibles. Les dents són petites i punxegudes. Té tres espines a l'opercle i al preopercle, amb el costat dentat a la part posterior. Les aletes dorsals i anals són de color groc amb taques blaves, roses i vermelles, mentre que les pectorals tenen bandes transversals blaves. Les pèlviques són de color marró. Presenta multitud de colors des de groc a vermell: el cap pren un to rosat i ataronjat amb unes línies que recorden els caràcters de l'escriptura pictogràfica (d'ací ve el nom científic de l'espècie). Els adults tenen una taca ventral blava.

## Ecologia
Habita des de la Mar Cantàbrica fins a Mauritània, incloent-hi les Illes Canàries, les Açores i Madeira. També a la mar Mediterrània (menys abundant a la part septentrional) i a la mar Negra.
És una espècie costanera i sedentària. Viu en zones rocalloses i a praderies submarines de Posidonia fins a una trentena de metres, a partir de la qual és substituït per l'anfós bord (Serranus cabrilla). Tot i així, també ha estat vist fins als 150 m de fondària. Presenta costums solitaris i és territorial. És freqüent veure'l darrere dels polps capturant els invertebrats que fugen de la presència d'aquells cefalòpodes.
És un carnívor molt voraç d'altres peixos, crustacis i mol·luscs (depenent de la seua mida, pot passar de depredat a depredador així com passa amb la sípia).
La maduresa sexual arriba als 3 anys quan arriba als 12 cm de llargària. És hermafrodita simultani: pot actuar com a mascle o femella. La reproducció té lloc entre els mesos de maig i juliol. Quan es troben dos individus de la mateixa talla, s'atraquen i un mostra el costat amb taca blava, aixecant l'aleta dorsal i doblegant el cos. Tots dos pugen cap a la superfície i es produeix l'alliberament de les cèl·lules sexuals. Els ous fecundats són pelàgics.